# Yulenmis Aguilar
Yulenmis Aguilar Martínez (Guisa, 3 agosto 1996) è una giavellottista cubana.

## Biografia
Aguilar si affaccia alle competizioni nel lancio del giavellotto a partire dal 2012, all'età di 16 anni. L'anno seguente debutta ai Mondiali allievi in Ucraina ed ai Campionati panamericani juniores in Colombia, vincendo in entrambe le occasioni due medaglie d'argento. Nel 2015, Aguilar prende parte al suo primo Mondiale, non andando oltre le qualificazioni. Nello stesso anno ha fatto suo il record mondiale juniores di lancio del giavellotto, vincendo una medaglia d'oro ai Campionati panamericani juniores di Edmonton. Le buone prestazioni del 2015 fanno sì che nel 2016 rappresenti Cuba ai Giochi olimpici di Rio de Janeiro 2016.

## Palmarès
| Anno                           | Manifestazione                   | Sede           | Evento                 | Risultato | Prestazione | Note                                  |
| ------------------------------ | -------------------------------- | -------------- | ---------------------- | --------- | ----------- | ------------------------------------- |
| In rappresentanza di Cuba      |                                  |                |                        |           |             |                                       |
| 2013                           | Mondiali allievi                 | Donec'k        | Lancio del giavellotto | Argento   | 59,94 m     | Miglior prestazione personale         |
| 2013                           | Campionati panamericani juniores | Medellín       | Lancio del giavellotto | Argento   | 50,00 m     |                                       |
| 2014                           | Giochi CAC                       | Veracruz       | Lancio del giavellotto | 4ª        | 54,50 m     | Record dei Giochi                     |
| 2015                           | Giochi panamericani              | Toronto        | Lancio del giavellotto | 6ª        | 57,87 m     |                                       |
| 2015                           | Campionati panamericani juniores | Edmonton       | Lancio del giavellotto | Oro       | 63,86 m     | Miglior prestazione mondiale under 20 |
| 2015                           | Campionati NACAC                 | San José       | Lancio del giavellotto | Argento   | 56,79 m     |                                       |
| 2015                           | Mondiali                         | Pechino        | Lancio del giavellotto | 18ª (q)   | 60,52 m     |                                       |
| 2016                           | Campionati NACAC U23             | San Salvador   | Lancio del giavellotto | Oro       | 57,09 m     |                                       |
| 2016                           | Giochi olimpici                  | Rio de Janeiro | Lancio del giavellotto | 29ª (q)   | 54,94 m     |                                       |
| 2018                           | Giochi CAC                       | Barranquilla   | Lancio del giavellotto | Bronzo    | 55,60 m     |                                       |
| In rappresentanza della Spagna |                                  |                |                        |           |             |                                       |
| 2024                           | Europei                          | Roma           | Lancio del giavellotto | 13ª (q)   | 57,27 m     |                                       |
| 2024                           | Giochi olimpici                  | Parigi         | Lancio del giavellotto | 6ª        | 62,78 m     |                                       |